# 蔣文端
蒋文端（1969年3月4日—），中国粤剧演员，现为广东粤剧院花旦，一級演員。

## 生平
1984年考入广东粤剧学校。1990年毕业后進入广东粤剧院，师从著名粤剧表演艺术家罗家宝。她在1990年代初期，亦曾于香港無線電視所拍摄的多部剧集中演出。蔣文端也是第二批華南理工派往香港無線電視實習學生。1995年約滿離開無綫，返回廣州粵劇院一團，主演《紫釵記》、《紅樓夢》、《西施》、《貍貓換太子》等粵劇劇目。

## 荣誉
曾獲“跨世紀之星”稱號。

## 家庭
已婚，育有兩個女兒。

## 演出作品

### 電視劇(無綫電視)
- 《壹號皇庭III》單元主題：絕路（1994）飾 李月嫦
- 《不可思議星期二》第二輯單元：死纏（1994）飾 阿志太太
- 《CATWALK俏佳人》（1994）飾 劉彩雲
- 《阿Sir早晨》（1994）飾 何伶俐
- 《方世玉與乾隆皇》 （1994） 饰 郭小圆
- 《新重案傳真》(1994) 飾 陳靜文
- 《射雕英雄傳》(1994) 飾 劉瑛(瑛姑)
- 《黃飛鴻系列之鐵膽梁寬》(1994) 飾 林桂蘭
- 《恨鎖金瓶》(1994)
- 《情濃大地》(1995) 飾 關雙雙(關學儒(關海山)之細女)
- 《包青天》單元：親子情仇（1995）飾 韋小娟
- 《尋龍劍俠賴布衣》（1995）飾 小玉
- 《刑事偵緝檔案》(1995) 飾 鍾可兒(警署飯堂收銀員)
- 《廉政英雌之火枪柔情》(1995) 飾 孫紅
- 《孽吻》(1996) 飾 羅小方

### 電影
- 《五億探長雷洛傳》
- 《五億探長雷洛傳II之父子情仇》
- 《神經刀與飛天貓》
- 《鹿鼎記》
- 《十兄弟》
- 《逃學威龍2》
- 《兩個獨立包裝的女人》

### 其它
- 2008年6月，蒋文端為四川汶川地震举行了《傾國名花》的慈善義演。